# Nagy Iza
Nagy Iza; Nagy Izabella (Nagyvárad, 1930. december 23. – Szatmárnémeti, 1988. augusztus 5.) színésznő.

## Életútja
Édesapja, Nagy Elemér raktáros volt a nagyváradi olajgyárban, édesanyja háztartásbeli. Református szülők gyermekeként 14 évesen konfirmált, a nagyváradi Szilágyi Erzsébet Református Gimnáziumban tanult. Már 15 évesen rendszeresen szubrettként szerepelt a Magyar Népi Szövetség várad-velencei székházában és még érettségi előtt a nagyváradi Állami Magyar Színház szólótáncosa lett. 1949-ben került a  marosvásárhelyi Szentgyörgyi István Színművészeti Intézete, ahol 1953-ban diplomázott mint a nagybányai színházalapító évfolyam tagja. 1950-ben házasságot kötött évfolyamtársával, Petruca Miklós Istvánnal (Torda, 1932. április 3. - Nagybánya, 1984. szeptember 28.) 1966-ban váltak el.

## Fontosabb szerepei
- Mirigy (Vörösmarty Mihály: Csongor és Tünde)
- Kocsma Jenny (Brecht–Weill: Koldusopera)
- Róza (Schönthan: A szabin nők elrablása)
- Pernelle asszony (Molière: Tartuffe)
- Avdotya (Gorkij: A nap fiai)
- Háziasszony (Fejes E.–Presser G.: Jó estét nyár, jó estét szerelem)